# Gonogala
Gonogala là một chi bướm đêm thuộc họ Geometridae.